# Johann Bohn (Verleger)
Johann Carl Bohn (* 1712 in Breslau; † 26. Dezember 1773 in Hamburg) war ein deutscher Buchhändler und Verleger.

## Leben und Wirken
Johann Carl Bohn wurde 1712 in Breslau geboren. Um 1732 zog er nach Hamburg und nahm eine Stelle in der Buchhandlung der verwitweten Geschäftsinhaberin Sophia Felginer an. 1739 heiratete er Sophia Felginers Tochter Anna und war somit Kompagnon des Unternehmens. Als Teilhaber verfügte er über umfangreiche Mittel, die er in der Folgezeit nutzte, um neue Autoren anzuwerben. 1742 starb Sophia Felginer. Bohn war nun alleiniger Geschäftsinhaber. Von 1742 bis 1752 verlegte er zahlreiche Werke. Dazu gehörten die bedeutendsten Schriften Friedrich von Hagedorns wie die Sammlung neuer Oden und Lieder von 1742 sowie Die vornehmensten Wahrheiten der natürlichen Religion von Hermann Samuel Reimarus im Jahr 1755. Zudem verlegte er einige Werke Friedrich Gottlieb Klopstocks, die noch erfolgreicher wurden.
1755 heiratete Bohn in zweiter Ehe Catharina Hertel, deren Vater ebenfalls Buchhändler war. Dies verbesserte Bohns wirtschaftliche Lage weiter. Neben der Familie Herold war er der wichtigste Buchhändler Hamburgs. Seit 1765 gehörte er dem von Philipp Erasmus Reich ins Leben gerufenen Buchhändlerverein an, der gegen Nachdrucke aus Süddeutschland vorging. Johann Carl Bohn starb Ende 1773 in Hamburg. Die Geschäfte der Buchhandlung  führte sein Sohn Carl Ernst Bohn weiter.